# Panke
La Panke è un fiume della Germania. È un fiume di piccole dimensioni che scorre nel Brandeburgo bagnando Berlino. Ha una lunghezza di 29 chilometri, di cui 20,2 km nella sola città di Berlino. Il suo bacino idrografico è 198,3 km², di cui 46,8 km² a Berlino.
La divisione di Berlino ha avuto un impatto sulla Panke; il fiume è stato diviso tra Wedding e Pankow dal muro di Berlino.

## Il corso
Sorge presso la città di Bernau bei Berlin, quindi attraversa il territorio del comune di Panketal, entra nella città di Berlino dove sfocia nel fiume Sprea.
Il comune di Panketal e il quartiere berlinese di Pankow prendono nome dal fiume.